# Javoří (Kolinec)
Javoří (dávněji Javořice) je malá vesnice, část městyse Kolinec v okrese Klatovy v Plzeňském kraji. Nachází se asi šest kilometrů západně od Kolince. Javoří leží v katastrálním území Javoří u Podolí o rozloze 1,27 km².

## Historie
První písemná zmínka o vesnici pochází z roku 1654.

## Obyvatelstvo
| Rok            | 1869 | 1880 | 1890 | 1900 | 1910 | 1921 | 1930 | 1950 | 1961 | 1970 | 1980 | 1991 | 2001 | 2011 | 2021 |
| -------------- | ---- | ---- | ---- | ---- | ---- | ---- | ---- | ---- | ---- | ---- | ---- | ---- | ---- | ---- | ---- |
| Počet obyvatel | 111  | 90   | 92   | 90   | 77   | 86   | 70   | 35   | 29   | 20   | 15   | 8    | 11   | 12   | 13   |
| Počet domů     | 10   | 12   | 13   | 13   | 13   | 14   | 14   | 15   | 15   | 8    | 6    | 7    | 10   | 12   | 12   |

## Obecní správa
Při sčítání lidu v letech 1850–1975 Javoří bylo osadou obce Podolí v okrese Klatovy. Od 1. ledna 1976 do 31. prosince 1980 bylo částí obce Malonice v okrese Klatovy. Od 1. ledna 1981 je částí městyse Kolinec v okrese Klatovy.

## Galerie

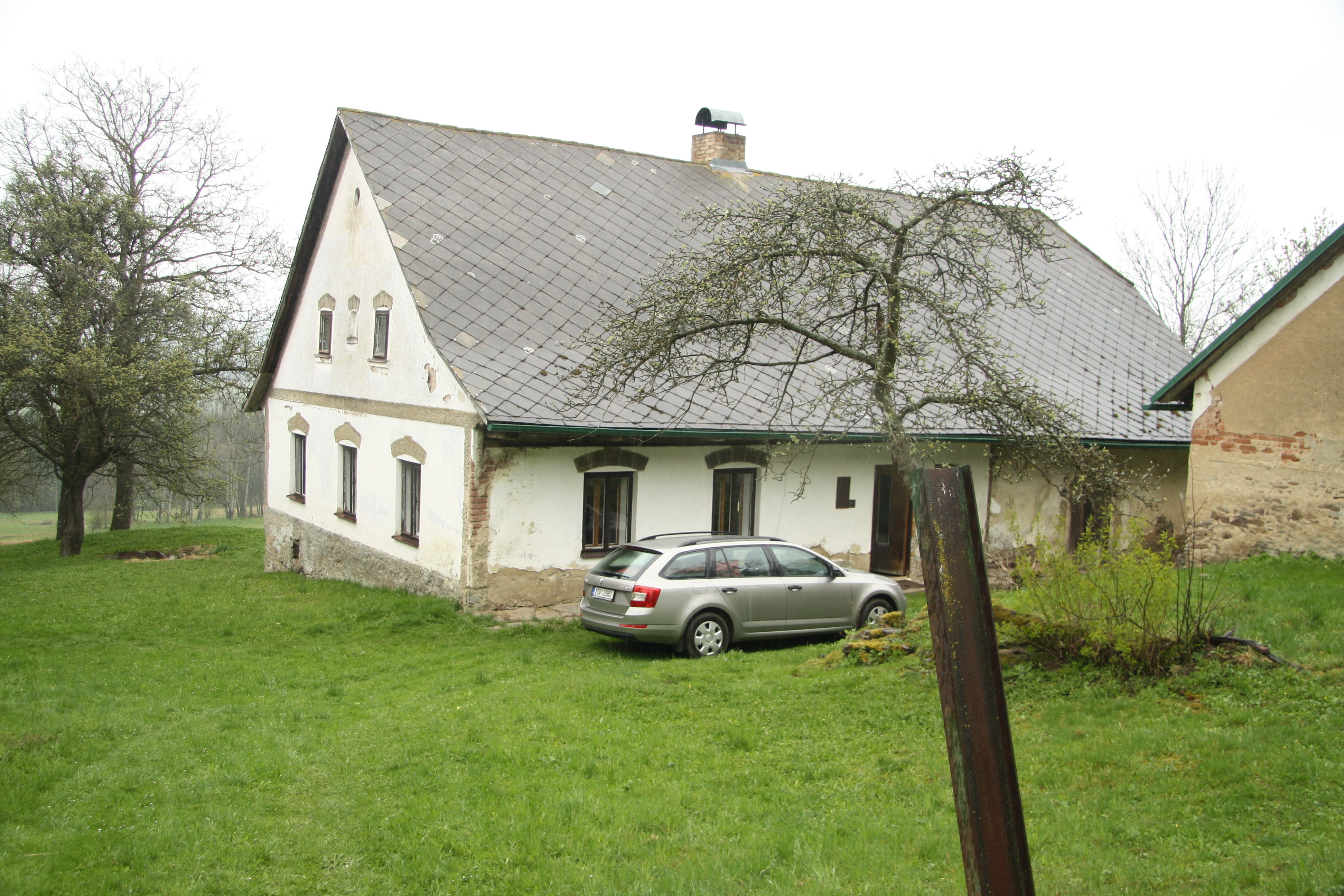
Dům čp. 67
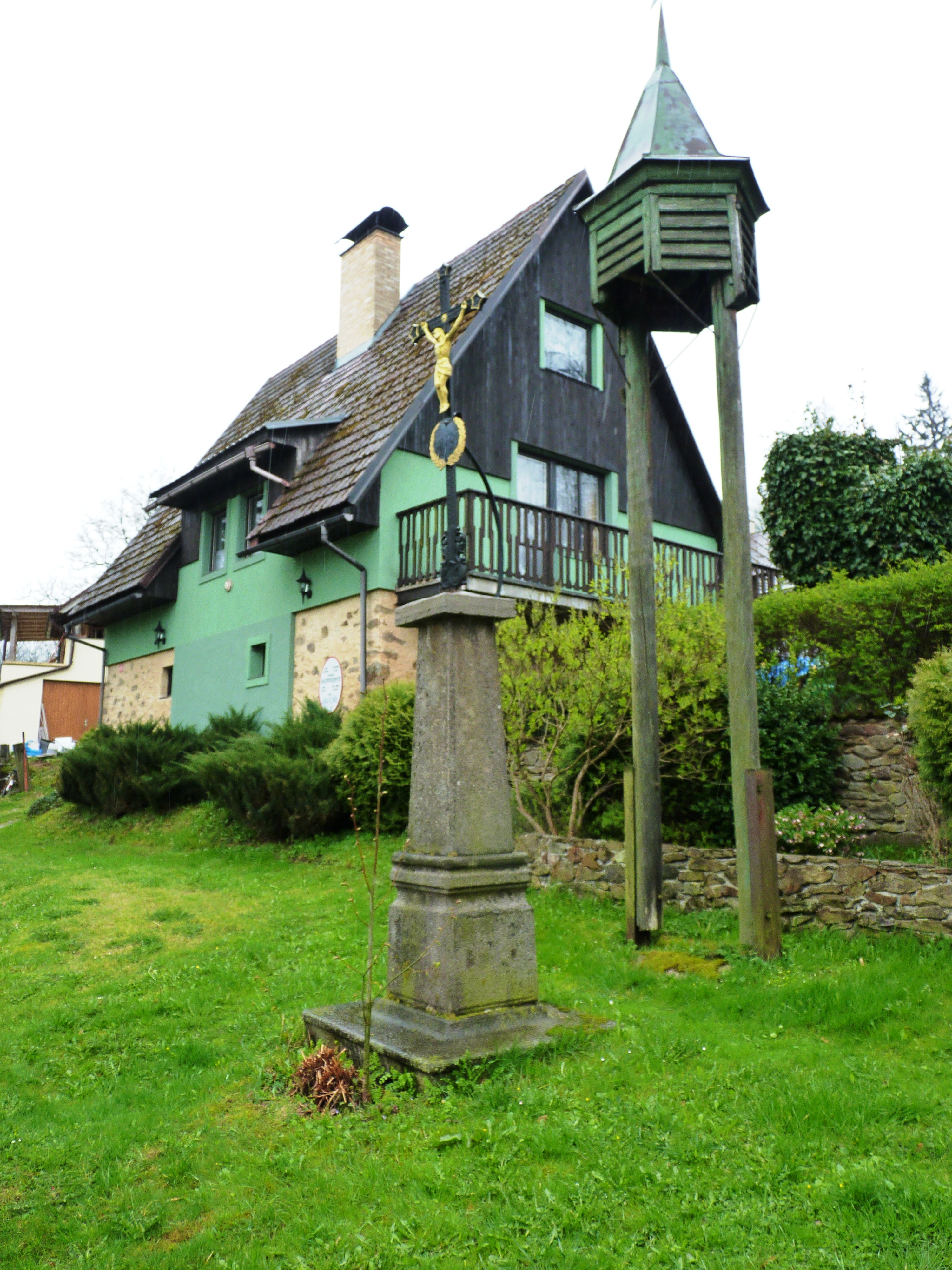
Boží muka a zvonička
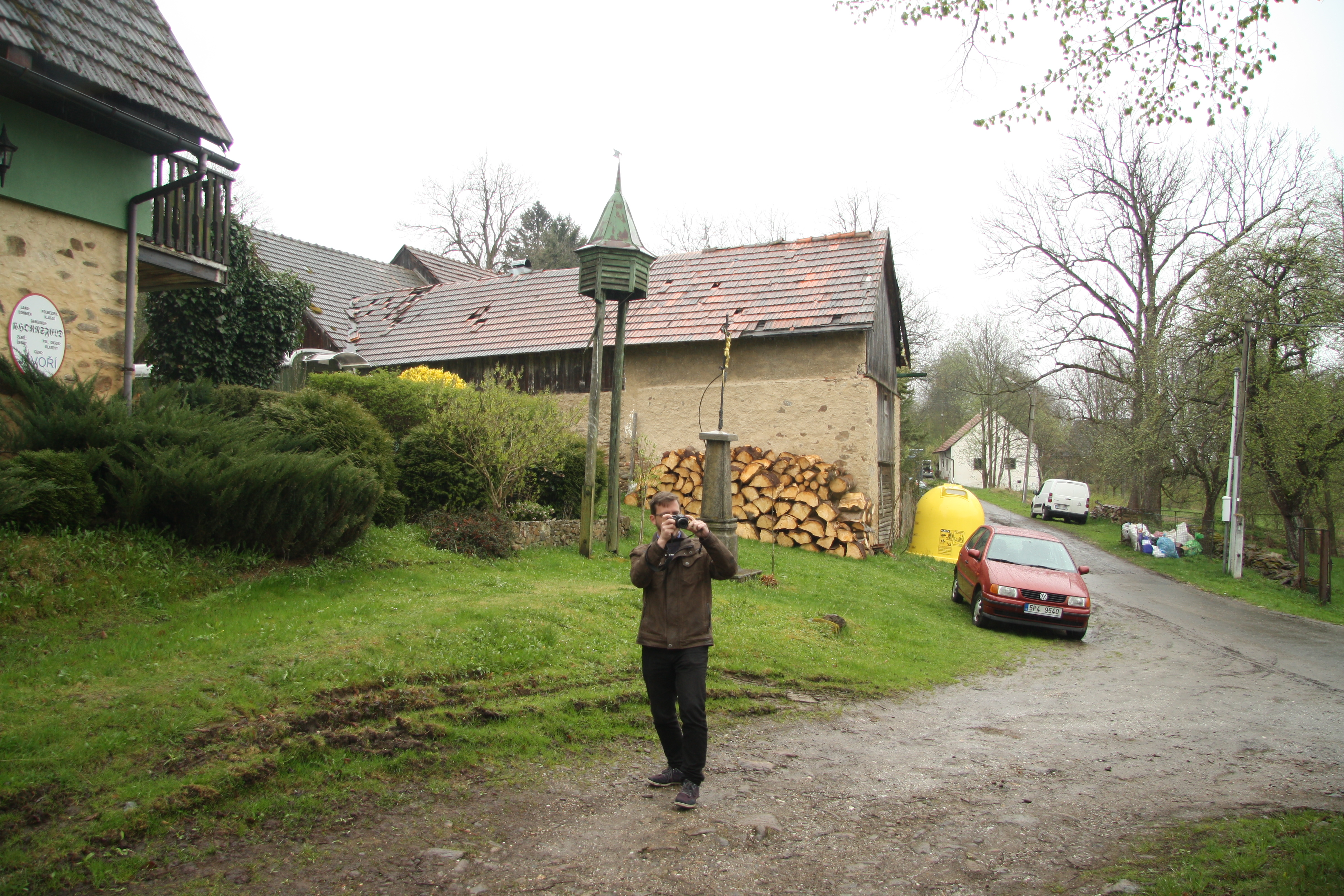
Náves